# 서울태랑초등학교
서울태랑초등학교(서울泰郞初等學校)는 대한민국 서울특별시 노원구 공릉동 소재의 초등학교이다.

## 학교 연혁
- 2001년 6월 11일 서울태랑초등학교 설립 인가.
- 2001년 10월 21일 개교.

## 참고 자료
- 서울태랑초등학교 - 한국교육학술정보원 학교알리미